# Nossa Senhora de La Vang
Nossa Senhora de La Vang é dos títulos com que é invocada a Virgem Maria após sua aparição em 1798 na selva de La Vang, ao norte da cidade vietnamita de Huế. A aparição foi relatada no contexto em que os fiéis católicos estavam sendo perseguidos e mortos no Vietnã. A Virgem de La Vang é considerada a padroeira do Vietnã.

## Etimologia
Estudiosos modernos acreditam que o nome veio de uma planta da região (La significa "folha" e Vang significa "sementes de ervas"). Outros acreditam que o nome veio de uma palavra vietnamita que significava "clamar", como se os católicos vietnamitas da época estivessem "clamando" a Deus por ajuda enquanto se refugiavam na selva de La Vang.

## História

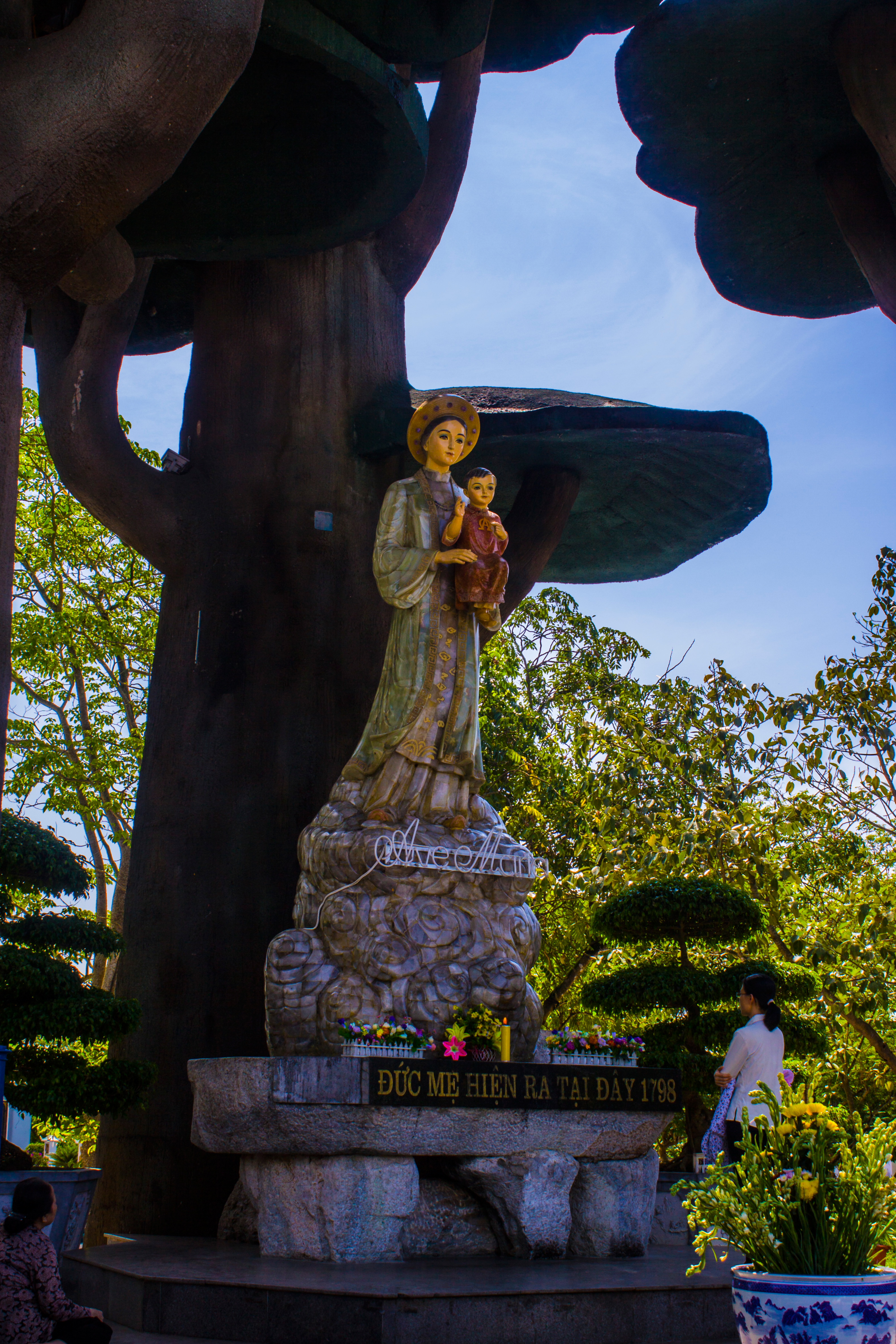
Estátua de Nossa Senhora de La Vang instalada no lugar de suas aparições

No ano de 1798, o imperador Canh Thinh, da dinastia Tay Son, proibiu a prática do catolicismo e ordenou a destruição dos templos católicos, temendo sua disseminação. Os fiéis buscaram refúgio na floresta tropical de La Vang, na província de Quangue Tri. Escondidos da fúria anticatólica, a pequena comunidade costumava se reunir aos pés de uma árvore para orar, até que certa vez uma aparição da Virgem Maria os surpreendeu. A senhora estava vestida com o áo dài, um traje tradicional vietnamita, e trazia consigo o menino Jesus nos braços. Ela teria aparecido para dar conforto diante das perseguições e receitar as folhas daquela árvore como remédio para curar os fiéis que estavam doentes. No ano de 1802, os católicos puderam retornar as suas aldeias e relataram a aparição da Virgem em La Vang e sua respectiva mensagem de esperança.
No ano de 1820 os fiéis construíram a primeira capela no local da aparição, que no entanto foi incendiada em 1885. No ano seguinte, a construção de uma nova igreja foi iniciada, e que também viria a ser destruída em 1972, durante a Guerra do Vietnã. Somente em 2012 que foi erigido o atual santuário, com o aval do governo vietnamita.

## Reconhecimento

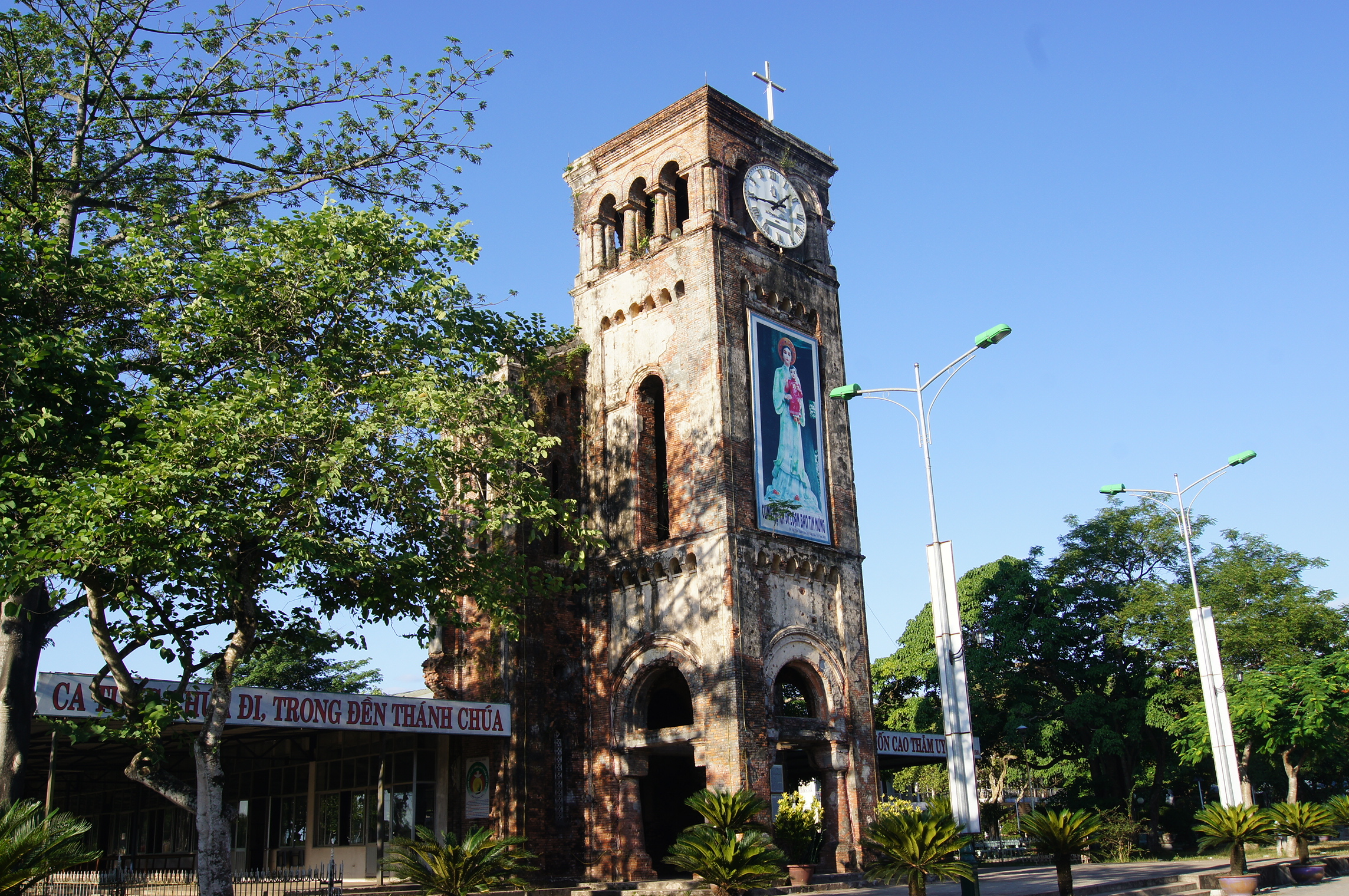
Ruínas da antiga basílica de Nossa Senhora de La Vang

Desde o início do século XX, a Igreja Católica no Vietnã organiza e celebra festas em honra de Nossa Senhora de La Vang, que atraem um grande número de fiéis ao santuário mariano, principalmente entre os dias 13 e 15 de agosto. La Vang foi reconhecido como o Centro Mariano Nacional do Vietnã em 13 de abril de 1961. Quatro meses depois, o papa São João XXIII elevou o local de culto mariano à categoria de Basílica Menor.
Em 16 de julho de 1999, o papa São João Paulo II reconheceu publicamente a importância de Nossa Senhora de La Vang e expressou o desejo de reconstruir a destruída basílica de La Vang como forma de honrar o 200º aniversário da primeira aparição.